# ز من أجل زكريا
ز من أجل زكريا (بالإنجليزية: Z for Zachariah)‏ هو فيلم من إخراج كريج زوبيل وبطولة مارجو روبي، شيواتال إيجيوفور وكريس باين، صدر الفيلم في 28 أغسطس 2015.

## نبذة
تدور أحداث الفيلم بعد حرب نووية أدت إلى انهيار الحضارة الإنسانية كما نعرفها، حيث آن (مارجوت روبي) التي تعتقد أنها الناجية الوحيدة من هذه الحرب، إلى أن تقابل العالم لوميس (شيوتيل إيجيوفور) ولكن، هل يمكن الوثوق به ؟ تتعقد الأمور أكثر حيث يظهر كالب (كريس باين)، وتكتمل أركان المثلث الذي سوف يعاني من مشاكل عاطفية، وانعدام ثقة كبيرة.